# Sphaerodactylus elegans
Sphaerodactylus elegans ist eine Art aus der Gattung Sphaerodactylus und gehört zur Geckofamilie der Sphaerodactylidae.

## Vorkommen
Der ursprüngliche Lebensraum ist auf Kuba und Hispaniola, in den Süden der Vereinigten Staaten wurde die Art eingeschleppt.

## Aussehen
Sphaerodactylus elegans hat eine rot-braune Färbung mit sich schlängelnden Linien auf dem Körper und einen spitz zulaufenden Kopf mit getrennt beweglichen Augen. Erwachsene Individuen werden etwa 6–7 cm groß. An den Füßen besitzt Sphaerodactylus elegans sowohl Krallen als auch die für Geckos typischen Spatulae (Haftlamellen), mit denen er sich selbst an glatten Flächen vertikal und sogar kopfüber horizontal bewegen können.

## Unterarten
- Sphaerodactylus elegans elegans (Kuba)
- Sphaerodactylus elegans punctatissimus (Hispaniola)

## Haltung

### Terrarium
Sphaerodactylus elegans kann als Terrarientier gehalten werden. Die Mindestmaße des Terrariums sind 25 × 40 × 30 (L/B/H in cm).
Für eine artgerechte Haltung sollte das Terrarium mindestens 60 cm lang und 50 cm breit sein. Die Höhe kann 50 cm oder mehr betragen.

### Einrichtung
Der Bodengrund sollte aus einem Sand-Erde-Gemisch bestehen, die Rück- und Seitenwände können mit einem natürlichen Material wie etwa Kork verkleidet werden.
Andere mögliche Einrichtungsgegenstände sind Korkröhren, Aquariumswurzeln, Steine oder auch getrocknetes Laub.

### Pflanzen
Geeignete Pflanzen sind z. B. Bromelien, Orchideen oder auch Ranken. Die Bepflanzung sollte dem tropischen Lebensraum der Tiere nachempfunden sein und diesen Rückzugsmöglichkeiten bieten.

### Beleuchtung, Temperatur, Luftfeuchtigkeit
Im Terrarium sollte im Sommer eine Temperatur von 24 bis 27 °C herrschen. Die Beleuchtungsdauer beträgt im Sommer 12 Stunden. 
Im Winter sollte die Temperatur um etwa 2–3 °C gesenkt werden (Wintertemperatur nachts: 18 °C) und die Beleuchtung 10 Stunden erfolgen.
Die Luftfeuchtigkeit beträgt ungefähr 70 %. Um das zu erreichen, wird täglich kurz gesprüht.
Als Beleuchtung dienen eine oder zwei Leuchtstoffröhren sowie ein Spotstrahler für den Wärmeplatz.

### Ernährung
Die Tiere ernähren sich von Asseln und kleinen Insekten (Grillen, Ofenschwänzchen, Fliegen usw.).